# جولین آلفرد
جولین آلفرد (انگلیسی: Julien Alfred؛ زادهٔ ۱۰ ژوئن ۲۰۰۱) دونده سرعت زن اهل سنت لوسیا است.